# ماتئو لودو
ماتئو لودو (انگلیسی: Matteo Lodo؛ زادهٔ ۲۵ اکتبر ۱۹۹۴) ورزشکار روئینگ اهل ایتالیا است.
وی در مسابقات کشوری و بین‌المللی در مجموع برندهٔ ۳ مدال طلا، ۱ مدال نقره، ۲ مدال برنز شده‌است.